# Brian Woods
Brian Woods (* 9. November 1966 in Whitehaven) ist ein englischer Dartspieler, der seine größten Erfolge in den 2000er-Jahren bei der British Darts Organisation (BDO) verzeichnen konnte.

## Karriere
Woods begann 1988 Darts zu spielen und trat im Mai 2003 bei den englischen nationalen Meisterschaften erstmals bei einem größeren Turnier in Erscheinung. Dieses konnte er direkt für sich entscheiden. Wenig später erreichte er das Halbfinale der England Open 2003. Nach einem weniger spektakulären Jahr 2004 ließ Woods dann einen Titel bei den Isle of Man Open 2005 folgen. Hier schlug er Tony Eccles. Zudem erreichte er das Viertelfinale der Scottish Open. Selbiges gelang ihm beim prestigeträchtigen World Masters, wo er letztlich an John Walton scheiterte, nachdem er zuvor bekannte Namen wie Ronny Huybrechts geschlagen hatte.
Durch seine guten Leistungen qualifizierte sich Woods 2006 dann auch für seine erste BDO-WM. Unglücklicherweise bekam er mit dem an Nummer eins gesetzten Mervyn King ein sehr schweres los, an dem er mit 0:3 in Sätzen klar scheiterte. Später im Jahr kam er beim World Masters erneut bis ins Viertelfinale. Dieses Mal scheiterte er an Mark Webster. Im Jahr 2007 musste Woods dann gegen Niels de Ruiter erneut eine 0:3-Erstrundenniederlage bei der Weltmeisterschaft einstecken. Im weiteren Verlauf des Jahres spielte er sich beim Welsh Masters (Niederlage gegen Scott Waites) und bei den British Open (Niederlage gegen Gary Anderson) bis ins Halbfinale vor.
2008 schlug dann Woods Stunde bei der Weltmeisterschaft. Er besiegte nacheinander Paul Hanvidge, Co Stompé und Scott Waites. Im Halbfinale unterlag er dann dem Australier Simon Whitlock. Im weiteren Verlauf des Jahres konnte Woods diese Form weitgehend bestätigen und sammelte einige Rankingpunkte sowie eine Hand voll Titel bei kleineren Turnieren. Bei der BDO-WM 2009 erlitt Woods jedoch einen Rückschlag. Gegen Ted Hankey gelang ihm kein Satzgewinn. Nach einem Jahr geprägt von schwankenden Leistungen gelang es Woods sich über das Qualifikationsturnier für die BDO-Weltmeisterschaft 2010 zu qualifizieren. Hier schlug er Joey ten Berge, unterlag dann aber dem Norweger Robert Wagner im Sudden Death. In dieser Zeit war Woods auch zwei Mal Teil des Grand Slam of Darts, schied aber beide Male in der Gruppenphase aus.
Nach einer weiteren Erstrundenniederlage bei der BDO-WM entschied sich Woods ein PDC Tour Card anzuvisieren. Gleich im ersten Anlauf konnte er sich jene dann auch sichern. In der Folge war mit einjähriger Unterbrechung 2013 bis 2017 Tourkartenbesitzer. Der Durchbruch gelang Woods bei der PDC aber nie. Als beste Ergebnisse stehen zwei Mal die Letzten 64 bei den UK Open 2015 und 2017 zu Buche. Auch nach dem Verlust seiner Tourkarte spielte Woods noch einige Turniere auf der PDC Challenge Tour. Aktuell spielt er nur noch gelegentlich bei Turnieren der WDF.

## Weltmeisterschaftsresultate

### BDO
- 2006: 1. Runde (0:3-Niederlage gegen  Mervyn King)
- 2007: 1. Runde (0:3-Niederlage gegen  Niels de Ruiter)
- 2008: Halbfinale (3:6-Niederlage gegen  Simon Whitlock)
- 2009: Achtelfinale (3:4-Niederlage gegen  Robert Wagner)
- 2010: 1. Runde (0:3-NIederlage gegen  Stephen Bunting)

## Titel

### BDO
- Open-Turniere
  - England Masters: (1) 2009

- Andere
  - Englische Meisterschaften: (1) 2003
  - Tops of Holland: (1) 2009

### Sonstige
- Elgin Open: (3) 2008, 2009, 2012
- England Classic Money on Money Out: (1) 2010
- IDPA Lakeside Classic: (1) 2007
- IDPA White Rose Classic: (1) 2008
- Peterhead Open: (1) 2008
- Pontins May Day Darts Festival: (1) 2008
- Portland Open: (1) 2013
- Ukrainian Club Open Carlisle: (2) 2008, 2011